# Trigger Twins
Trigger Twins (zu Deutsch „Die Trigger Zwillinge“ beziehungsweise „[Pistolen-]Abzug-Zwillinge“) war der Titel einer Reihe US-amerikanischer Westerncomics, die der Verlag DC-Comics veröffentlichte. Die Schöpfer der Serie waren der Autor Robert Kanigher und der Maler und Zeichner Carmine Infantino.
Der Name der Titelfiguren ist ein sprechender Name, der auf das englische Wort trigger für den Spannhahn eines Revolvers anspielt (im Englischen bedeutet trigger-happy so viel wie „schießfreudig, seine Hand schnell am Abzug haben“) und damit auf die – für Westernhelden obligatorische – vollende Schießkunst der Brüder abhebt. Der Name Wayne ist zudem mit ziemlicher Sicherheit eine Anspielung auf den Schauspieler John Wayne, der als Western-Darsteller schlechthin gilt.

## Veröffentlichungshistorie
Titelhelden der Reihe waren die Zwillingsbrüder, Walt und Wayne Trigger, deren erstes Abenteuer im Mai 1951 in der Ausgabe # 58 der Reihe „All-Star Western“, einer Reihe die verschiedene fortlaufende Western-Features erschienen, veröffentlicht wurde. Die Abenteuer der eineiigen Zwillinge erwiesen sich als äußerst beliebt und wurden bis 1961, bis zur Nummer # 116 der All Star Westerns fortgesetzt. Danach wurde die Reihe mit der Nummer # 119 aufgrund der schwindenden Popularität des Western-Genres in den frühen 1960er Jahren, als vor allem Science-Fiction- und Fantasy-Stoffe in Mode kamen, eingestellt (Auflagenschwund innerhalb von zehn Jahren von über 1,4 Millionen Ausgaben pro Heft auf unter 300.000). 1951 bis 1952 wechselten die Trigger Twins und der Indianer-Held Strong-Bow, Protagonist eines weiteren Features der Reihe, sich als Feature-Charaktere auf den Covern der „All Star Western“ ab. Von 1952 bis 1956 schmückten die Twins nahezu alle Cover der Reihe, bis sie ihrerseits ab 1956 zunehmend von dem neuen, populäreren Feature „Johnny Thunder“ verdrängt wurden, dem mit der Zeit immer mehr Titelblätter gewidmet wurden. Das letzte Cover das den Trigger Twins gewidmet war, erschien 1958.
1973 erhielten die Figuren, als Western wieder beliebter zu werden begannen, eine eigene Western-Serie, die nun mehr ausschließlich ihren Abenteuern gewidmet war. Kennzeichnend für die Reihe war Kanighers ungewöhnliche Annäherungsweise an das Western-Thema, sowie Infantinos gradlinige, naturalistische Zeichenkunst. Nach Kanighers Weggang als Verfasser der Abenteuer der Twins übernahmen Autoren wie Dave Wood und Gardner Fox die Autorenpflichten für die Serie. Als stellvertretende Zeichner übernahmen gelegentlich Künstler wie Gil Kane oder Mike Sekowsky Infantinos Aufgaben.

## Handlung
Die Handlung der Reihe kreiste um klassische Western-Themen, wie Kopfgeldjagden, dem Führen von Rindertrecks, Eisenbahnüberfälle, Saloonschlägereien und vor allem Duelle. Während Walt von Beruf Sheriff in der verschlafenen Städtchens Rocky City im frontier-Gebiet der Vereinigten Staaten ist, ist sein Bruder Lebemann und Besitzer einer Drogerie (General Store). Dabei wurde Wayne stets als der deutlich reifere und in seiner persönlichen Entwicklung weiter gediehene der Brüder porträtiert, der eigentlich sehr viel besser geeignet gewesen wäre, den Job des Sheriffs auszuüben.
Ein Leitmotiv der „Trigger Twins“ war, dass Wayne sich gelegentlich für seinen Bruder ausgab, um die Gegenspieler der Twins zu täuschen, die stets annahmen es mit seinem Bruder zu tun zu haben. Um seinem Bruder in brenzligen Situationen beizustehen, schlich Wayne sich bei Gefahr durch einen geheimen Tunnel, der seinen Laden und das Sheriff-Büro verband, in dieses und übernahm die Rolle seines Bruders. Um die Täuschung perfekt zu machen, kleidete er sich bei diesen Einsätzen nicht nur genauso wie sein Bruder, sondern ritt auch ein Pferd, das dessen Pferd ununterscheidbar ähnelte. Die Geschichten endeten schließlich stets damit, das Wayne, der sich für Walt ausgab, die gefährlichen Situationen die im Laufe der Handlung aufgekommen waren mit scharfem Verstand und seiner genialen Schießfertigkeit bereinigte und so für Ordnung in Rocky City sorgte. Am Ende der Geschichten galt den Bewohnern von Rocky City stets Walt als draufgängerischer Held, während der vermeintlich indolente Wayne wegen seiner „fehlenden Initiative“ getadelt wurde.
Nicht unauffällig waren dabei die Parallelen zu der Comic-Serie Superman: Wie in der Superman-Serie der sanftmütige Reporter Clark Kent, den alle für ein wenig verweichlicht hielten heimlich die Redaktionsräume der Zeitung „Daily Planet“ verlässt, um sich in Superman zu verwandeln, große Heldentaten zu verbringen und sich dann wieder in seine Geheimidentität als Clark Kent zurückverwandelt, verlässt auch Wayne bei Gefahr sein behagliches Leben als Ladenbesitzer, wird zu seinem vermeintlich verwegenen Bruder Walt rettet die Lage und kehrt anschließend wieder in seine eigene Identität zurück. Wie Superman den Ruhm einstreicht für Heldentaten die Clark Kent erledigt, erntet Walt die Lorbeeren für die Taten seines Bruders den alle für ihn halten. Ähnlich wie bei Superman ist auch die Dreiecksbeziehung Waynes zu seiner Ladengehilfin Linda: Wie in der Superman-Serie die Reporterin Lois Lane Superman liebt und für sein Alter Ego Clark Kent nur strenge Ermahnungen übrig hat, ohne zu ahnen, dass beide ein und derselbe sind, liebt Linda den verwegenen Walt und kritisiert den vermeintlich lethargischen Wayne für seine träge Lebensart ohne zu ahnen, dass beide ein und derselbe sind.

## Moderne Version
Eine moderne Version der Trigger Twins wurde 1993 von dem Autor Chuck Dixon und dem Zeichner Graham Nolan in der Ausgabe # 667 der zur Batman-Serie gehörenden Reihe „Detective Comics“ entwickelt. Bei diesen neuen Trigger Twins handelt es sich um die eineiigen Zwillinge Tom und Tad Trigger, die äußerlich ihren Western-Gegenstücken eins zu eins nachempfunden sind und sich sogar darauf berufen von diesen abzustammen.
Die mordenden Triggers sind Provinzler („Hillbillies“) aus dem Mittleren Westen der Vereinigten Staaten. Obwohl sie im 20. Jahrhundert leben tragen sie western-typische Kleidung (Cowboyhüte, Halstücher, Hirtenhosen mit Chaps-Besätzen, bespornte Stiefel und Westen) und ahmen auf stereotype Weise Sprech- und Verhaltensweise von Cowboys nach. Dabei richten sie sich mehr nach dem Klischees wie sie in Hollywood-Filmen und Romanen dargestellt werden als nach der historischen Wirklichkeit. Das Western-Image runden sie ab, indem sie sich bei ihren Aktionen historischer Waffen aus der Zeit des Wilden Westens wie Colts und Winchester-Flinten bedienen.
In die Batman-Serie wurden die Triggers während der sogenannten „Knightfall“-Storyline eingeführt: Während der Ereignisse um Batmans Niederlage im Kampf mit dem Terroristen und dem „Dienstantritt“ eines Ersatz-Batman – dem Attentäter Jean Paul Valley (Azrael) – kommen sie in Batmans Heimatstadt, um das „große Geld“ zu machen. In ihrer Debüt-Story wurden die Trigger nach mehreren Überfällen auf Banken, „Postzüge“ (d. h. Geldtransporte der U-Bahngesellschaft) und Schutzgelderpressungen im Auftrag des Gangsters „Dirty“ Dan Doyle von Batmans Ersatzmann zur Strecke gebracht (Detective Comics # 669). Eine Frau namens Tonya Trigger, die sich als Schwester von Tom und Tad ausgab, entpuppte sich als Trickbetrügerin Paige Willingham (Robin Annual # 6).
In späteren Batman-Geschichten betätigen die Trigger Twins sich vor allem als Helfershelfer anderer Krimineller, so des Trickbetrügers Arthur Brown, dem sie bei der Orchestrierung eines Massenausbruches aus dem Blackgate-Gefängnis – in dem sie gemeinsam einsaßen – unterstützen (Batman: Blackgate # 1) und des Soziopathen Lyle Bolton. Letzteren halfen sie bei der Beherrschung des von den regulären Wachmannschaften verlassenen Gefängnisses während der sogenannten „Niemandsland“-Storyline: Bolton, ein Geisteskranker der an der paranoiden Zwangsvorstellung leidet, andere Menschen wegsperren zu müssen und sich folglich selbst zum „König“ des Gefängnisses ernannt hatte unterdrückte gemeinsam mit den Triggers und dem Russen Anatoli Knyazev die anderen Insassen, die er als seine „Privatgefangenen“ in den Kellergewölben der Anstalt festhielt. Die Schreckensherrschaft des gewalttätigen Quartetts wurde schließlich durch den Verbrechensbekämpfer Nightwing, Batmans Adoptivsohn, beendet (Nightwing # 34–36). Die Triggers wurden später, allem Anschein nach in einer Schießerei mit dem Vigilanten Wild Dog erschossen (Infinite Crisis # 7).